# کیلوات (کالیفرنیا)
کیلوات (به انگلیسی: Kilowatt) یک منطقهٔ مسکونی در ایالات متحده آمریکا است که در شهرستان کرن، کالیفرنیا واقع شده‌است. کیلوات ۸۵ متر بالاتر از سطح دریا واقع شده‌است.